# Karel Vertommen
Karel Jozef Vertommen (Kontich, 25 januari 1907 – Antwerpen, 27 juli 1991) was een Vlaams schrijver, dichter, vertaler, bloemlezer van middeleeuwse balladen en liederen en beroepshalve leraar.

## Levensloop
Vertommen volgde aanvankelijk een priesteropleiding, die hij niet beëindigde. In 1931 begon hij aan de Katholieke Universiteit Leuven studies Germaanse filologie en promoveerde tot licentiaat in 1935. Zijn licentiaatsthesis behandelde het thema Gemeenschapskunst en het programmatisch streven der naoorlogse katholieke Jongeren.
Hij werd leraar aan het atheneum in Chimay (1936-1939). In 1940-1943 was hij leraar in Antwerpen.
Hij was redactielid van Volk (1935-1941), een Vlaamsgezind en katholiek tijdschrift, waar hij onder de andere redactieleden ontmoette: Filip de Pillecyn, Ernest van der Hallen, Anton van de Velde, Dirk Vansina, Victor Leemans en Ferdinand Vercnocke.  
Vertommen nam de rubriek 'Dietsche dichtkunst' over van Dirk Vansina en in 1937 volgde hij Van der Hallen op als redactiesecretaris. In november 1940 werd tot een fusie beslist met het tijdschrift Dietbrand, maar in 1941 verdween het tijdschrift, nadat de Duitse bezetter besliste dat er nog slechts één cultureel tijdschrift zou worden toegelaten, geleid door de Duitse Propagandastaffel. Volk besloot hieraan niet mee te werken.
In 1943 werd hij lid van de door Bert Peleman opgerichte Kunstenaarsgroep De Meyvisch. Beroepshalve werd hij cultureel diensthoofd bij de Nationale Landbouw- en Voedingscorporatie en redacteur van zijn maandblad Volk en Bodem. 
Vanaf de Bevrijding in 1944 was hij actief betrokken bij De barmhartige Samaritaan, een groep rond pater Stracke, die zich inspande om noden te lenigen bij gezinnen die de gevolgen van de collaboratie ondervonden.
Van 1948 tot 1952 was hij redactiesecretaris van De Vlaamse Linie en trad ook in 1953 toe tot de redactie van De Tafelronde waar hij Paul de Vree,  Ivo Michiels en Frank Liedel ontmoette. Toen hij zich niet kon vinden in de experimentele inzichten van de redactie, verliet hij het tijdschrift en werd medestichter en redacteur van Jong-Kultuurleven (1955-1960).
Van 1952 tot 1963 was hij leraar aan het Sint-Jan Berchmanscollege in Antwerpen.
Karel Vertommen ligt begraven op de begraafplaats van Berchem (perk 25-Ab) te Antwerpen.

## Publicaties

### Poëzie
- Neuriën, Tongerlo, St.-Norbertus Boekhandel, 1934.
- Peillood, Lier, De Garve, 1937.
- Brood, Utrecht, Het Spectrum, 1939.
- Uut den herte vri. Balladen en zangen, Brugge, Wiek Op, 1944.
- Het veer, Antwerpen, Van Maerlant, 1948.
- Vluchtig schoon, Antwerpen, Die Poorte, 1954.
- Balladen en gedichten, verzameld werk bij zijn 60ste verjaardag, Antwerpen, 1957.
- Voetlicht. Scenische beelden, Herk-de-Stad, 1965.
- Diapositieven, Blankenberge, Saeftinghe, 1967.
- Soms wuift een hand, Poëtisch erfdeel in Vlaanderen, Hasselt, Heideland, 1969.
- Verzamelde gedichten, Orion-Colibant, 1982, met een inleiding door Anton van Wilderode.

### Vertalingen
Vertommen vertaalde werk uit het Noors, Duits en Engels. 
- Het bruidskleed door Kristmann Gudmunsson, 1941.
- Sterren en strepen door William Saroyan, Antwerpen, Die Poorte, 1942.
- Apollonia trilogie door Peter Dörfler, Diest, Pro Arte, 1943.
  - Deel 1: Het lampje van de dwaze maagd.
  - Deel 2: Appollonia's zomer.
  - Deel 3: Voor het komende geslacht.
- Oorlog en vrede door Leo Tolstoj, Diest, Pro Arte, 1946-1947.
  - Deel I : Lokkend avontuur.
  - Deel II : Net der illusies.
  - Deel III : Grote smeltkroes.
  - Deel IV : Kerend getij.
- De dwaas van Onze Lieve Vrouw. Pater Maximiliaan Kolbe, minderbroeder conventueel, martelaar uit het dodenkamp Auschwitz door Maria Winowska, Leuven, De St-Antoniusklok.
- Meester Bertram van Mynden, malere tot Hamborg. Een dagboek uit de tijd van de Hanze omstreeks MCCCC door Hermann Claudius, Antwerpen, Die Poorte, 1953.
- Zonderlinge zielen bidden door Reverend Albert Gille, Antwerpen, Sheed & Ward, 1953.
- De man op Asteri door Stefan Andres, Antwerpen, 't Groeit, 1955.
- Idesbald, ons Baldje uit de Westhoek door Jean Arnold, Brugge, Beyaert, 1969.

Hij maakte teksten bij muziek van Renaat Veremans, Lodewijk De Vocht, Gaston Feremans en Otto Rosenberger.

### Bloemlezingen
Behalve vertalingen en teksten voor hoorwerken, publiceerde hij ook kritisch werk en essays (onder andere over Ernest Van der Hallen).
Hij was een specialist van het samenstellen van bloemlezingen. Bij Pro Arte in Diest verschenen onder zijn leiding tussen 1944 en 1948 in de reeks Keurbladzijden uit de Nederlandse letterkunde 36 bloemlezingen (samen 3.300 blz.).
Zelf schreef hij er vier van, namelijk:
- Het Wereldlijk en Geestelijk Lied in de Middeleeuwen (1941).
- Jacob van Maerlant (1944).
- Legenden en Exempelen (1947).
- Ernest Van der Hallen (1948).

### Essay
- Ernest van der Hallen. Bezieler van de jeugd, Blankenberge, Saeftinge, 1968.

## Eerbetoon
- 1939:  Prijs voor beste poëziemanuscript van Provincie Antwerpen voor Brood.
- 1957: Provinciale Poëzieprijs voor beste dichtbundel voor de periode 1954-1956 voor Vluchtig schoon.
- 1983: de Snellaertprijs, uitgereikt door de Vereniging van Vlaams-Nationale auteurs.